# هنري نوريس (سياسي)
هنري نوريس (بالإنجليزية: Henry Norris)‏ هو شخصية أعمال ورائد أعمال وسياسي بريطاني، ولد في 23 يوليو 1865 في لندن في المملكة المتحدة، وتوفي بنفس المكان في 30 يوليو 1934. حزبياً، نشط في حزب المحافظين. في الانتخابات العمومية البريطانية 1918 ‏، انتخب عضو برلمان المملكة المتحدة الـ31 عن دائرة Fulham East (UK Parliament constituency) ‏ (14 ديسمبر 1918 – 26 أكتوبر 1922).